# ユージン・ロストウ

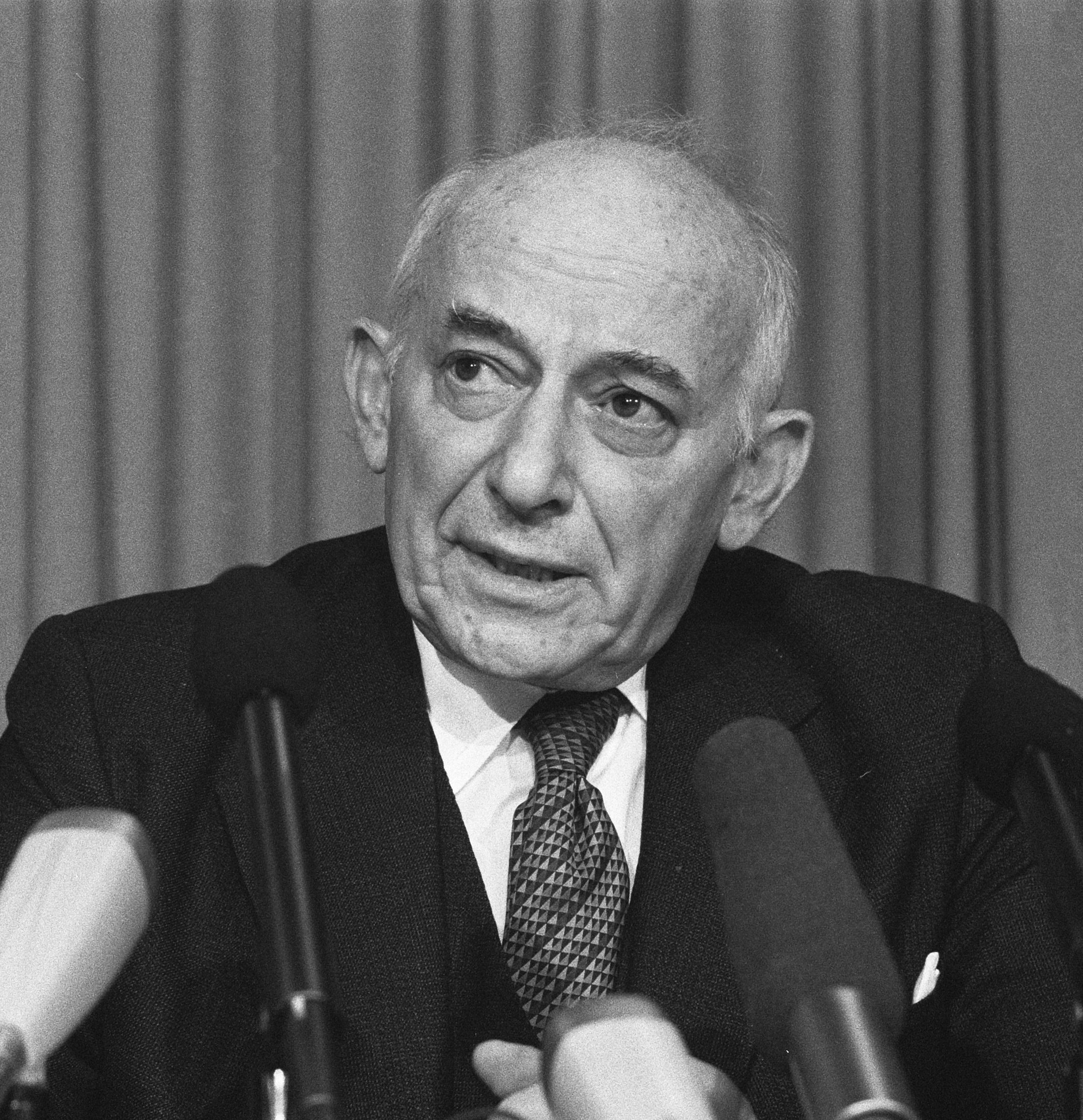
ユージン・ヴィクター・デブス・ロストウ, 1981

ユージン・ヴィクター・デブス・ロストウ（Eugene Victor Debs Rostow、1913年8月25日 - 2002年11月25日）は、アメリカ合衆国の法学者。イェール大学ロー・スクール長、リンドン・ジョンソン政権の政治担当国務次官を歴任した。
経済学者・国家安全保障問題担当大統領特別補佐官を務めたウォルト・ロストウは弟。

## 略歴・人物
ニューヨーク市ブルックリンのユダヤ系移民家庭に長男として生まれる。両親は熱心な社会主義運動家で、ロストウの名前は19世紀末から20世紀初頭にかけて活躍した労働運動家、ユージン・ヴィクター・デブスに由来している。ニュー・ヘイヴン高校を経て1929年にイェール大学に進むが、入学試験時の成績が抜群であったことから、「完璧な新入生（perfect freshman）」とニューヨーク・タイムズ紙に報じられたという。1931年には優秀な学生で構成されるファイ・ベータ・カッパに所属し、1933年に首席で大学を卒業した。
1934年までケンブリッジ大学キングス・カレッジに留学した後、イェール大学ロー・スクールに入学、1936年から37年まで『イェール・ロー・ジャーナル』の編集長を務め、首席で修了した。一時ニューヨークの法律事務所に勤務した後、1938年イェール大学のロー・スクールに教員として招聘され、1944年に正教授に昇格する。教員としては反トラスト法などを専門とした。
第二次世界大戦中は武器貸与管理局に勤務し、後に国務省で武器貸与管理局との調整や、ディーン・アチソン経済問題担当国務次官補の補佐官を務めた。また、1945年には民主的な価値観に違反する政策であるとして、日系人の強制収容を批判する論説を発表した。
1955年、ロストウはイェール大学ロー・スクール長に就任し、1965年までこのポストを務める。翌1966年の10月からリンドン・ジョンソン政権の政治担当国務次官に任命された。在任中はベトナム戦争の処理と、国連安保理決議242の起草にも関与した。
1969年の退任後はイェール大学に戻ったが、1970年代半ばにはソ連の動向を警戒し、ヘンリー・M・ジャクソンとともに反デタント派が結集した「民主的多数派のための連合（CAD：en:Coalition for a Democratic Majority）」や、「現前する危機に対する委員会（CPD：en:Committee on the Present Danger）」の設立に関与する。
1981年にはロナルド・レーガン政権で、民主党に在籍したまま軍備管理・軍縮局（ACDA）長官に就任し、1983年まで務める。ロストウは同政権に参画した民主党員の中でも、もっとも高位の役職に就任することとなった。1984年にはイェール大学を退職し、名誉教授に就任する。2002年、ヴァージニア州アレクサンドリアで死去。

## 著書
- A National Policy for the Oil Industry, (Yale University Press, 1948).
- Planning for Freedom: the Public Law of American Capitalism, (Yale University Press, 1959).
- The Sovereign Prerogative: the Supreme Court and the Quest for Law, (Yale University Press, 1962).
- Law, Power, and the Pursuit of Peacem, (University of Nebraska Press, 1968).
- Peace in the Balance: the Future of American Foreign Policy, (Simon and Schuster, 1972).
- The Ideal in Law, (University of Chicago Press, 1978).
- A Breakfast for Bonaparte: U.S. National Security Interests from the Heights of Abraham to the Nuclear Age, (National Defense University Press, 1993).
- Toward Managed Peace: the National Security Interests of the United States, 1759 to the Present, (Yale University Press, 1993).